# أجنيلو كيروز
أجنيلو كيروز (من مواليد 9 نوفمبر 1958) هو سياسي برازيلي وعضو في حزب العمال منذ عام 2008. وقد شغل منصب حاكم المقاطعة الفيدرالية للبرازيل منذ 1 يناير 2011.

## الحياة السياسية
انتخب نائبًا للمقاطعة في أول انتخابات للجمعية التشريعية للمقاطعة الفيدرالية في عام 1990. أجازه النشاط البرلماني لشغل منصب نائب فيدرالي في عام 1994 وأعيد انتخابه في عام 1998 ومرة أخرى في عام 2002. وشارك في تأليف القانون رقم 10264 المؤرخ 16 يوليو 2001 إلى جانب السناتور باوليستا بيدرو بيفا، الذي ينص على تحويل 2٪ من إجمالي الإيرادات لجميع اليانصيب إلى اللجنة الأولمبية البرازيلية. شغل منصب وزير الرياضة في حكومة لولا في عام 2003 حتى عام 2006، عندما حصل على ترخيص للتقدم في الانتخابات في ذلك العام لأحد رؤساء مجلس الشيوخ في المقاطعة الفيدرالية. حتى أنه هزم من قبل يواكيم روريز فقد حصل على تصويت كبير بأغلبية 544،313 صوتًا بنسبة 42.93٪ من الأصوات الصحيحة. يشغل منصب مدير الوكالة الوطنية للرقابة الصحية منذ 24 أكتوبر 2007.

## انتخابات 2010
في 31 أكتوبر 2010 تم انتخاب حزب العمال حاكمًا للمقاطعة الفيدرالية مع نائب الحاكم تاديو فيليبيلي. حصل أجنيلو على 66.1٪ من الأصوات، مقابل 33.9٪ لويسليان هوريز زوجة الحاكم السابق جواكيم هوريز. تم انتخاب أجنيلو لتقديم مقترحات لإنشاء تذكرة واحدة على وسائل النقل العام، وإنشاء 400 فريق صحة الأسرة ووحدة الطوارئ في كل منطقة من المناطق الإدارية الثلاثين، وخفض عدد وظائف التكليف إلى النصف، وتعيين الموظفين العموميين، إلى ما بعد ذلك لبناء 100 ألف وحدة سكنية على الأقل.